# Отслеживание контактов
Отслеживание контактов в здравоохранении — выявление всех людей, вступавших в контакт с предполагаемым носителем инфекции, установка их статуса и дальнейший мониторинг их собственных контактов. Выявление контактов, тестирование контактировавших на наличие инфекции, лечение инфицированных и дальнейшее отслеживание их контактов позволяет снизить число заболевших в популяции. Эта методика используется при работе с вакциноуправляемыми инфекциями, такими как туберкулёз, корь, ЗППП (включая ВИЧ), инфекциями, передающимися через кровь, серьёзными бактериальными инфекциями, а также вирусами новых типов (например, SARS-CoV и SARS-CoV-2).
Цели отслеживания контактов:
- Прервать цепь передачи инфекции и снизить число заболевших;
- оповестить контактировавших о возможном заболевании и проинформировать о профилактике или лечении;
- провести диагностику и лечение уже заболевших;
- предотвратить возможное повторное заболевание первоначально инфицированного;
- получить информацию о эпидемиологическом характере инфекции в конкретной популяции[2][4].

Отслеживание контактов является основным методом контроля инфекционных заболеваний в общественном здравоохранении. Победить оспу удалось не только благодаря массовой иммунизации, но и благодаря всестороннему отслеживанию контактов выявлению и изоляции носителей, иммунизации их окружения и всех контактировавших.
В случае инфекций с неизвестной степенью заразности отслеживание контактов иногда проводится с целью выявить эту характеристику. Однако данный метод не всегда является наиболее эффективным при работе с инфекциями. В областях с высоким показателем распространения диспансеризация и адресное тестирование могут быть более экономически целесообразными.
Оповещение партнёра является подвидом отслеживания контактов, направленным конкретно на информирование половых партнёров инфицированного и заботе об их здоровье.

## Этапы отслеживания контактов
Отслеживание контактов проводится в несколько этапов:
- Устанавливается факт носительства человеком определённой заразной инфекции (т. н. «нулевой пациент» или «первый случай»). О факте заражения оповещают медицинское учреждение первого уровня.
- Нулевого пациента опрашивают о его передвижениях, контактах, половых партнёрах.
- В зависимости от заболевания и контекста инфекции проводят опрос членов семьи нулевого пациента, медперсонала и всех контактировавших с ним людей.
- Когда составлен список контактировавших с нулевым пациентом, медицинские работники связываются со всеми, включёнными в него, чтобы дать консультации по профилактике лечению.
- Контактам может потребоваться карантин (например, домашняя изоляция) или временное исключение из коллектива (например, ученика из школы), если того требует контроль за распространением инфекции.
- Если определить контактировавших в индивидуальном порядке невозможно, например, это были посетители общественного мероприятия, для информирования используются СМИ[9].

Существует практика отслеживания контактов такого формата, когда пациент-носитель инфекции сам передаёт другим потенциально заражённым необходимые сведения, лекарства и направления к врачу. Однако, исследования доказывают, что прямое вмешательство системы государственного здравоохранения оказывается более эффективным.

## Степень близости контактов
Типы контактов, которые имеют значение для общественного здравоохранения, меняются в зависимости от типа заболеваний и способа его передачи. В случаях с ЗППП проверяются половые партнёры нулевого пациента, а также рождённые от него дети. Для инфекций, передающихся через кровь, проверяют людей, получивших донорскую кровь, использовавших одну иглу, и всех, кто мог контактировать с кровью нулевого пациента. В случае с туберкулёзом лёгких проверяют живущих в одном домовладении и всех, кто проводил длительное время в одном помещении с носителем.

## Применение при вспышках и новых заболеваниях
Хотя отслеживание контактов обычно применяется при эпидемиях, этот метод критически важен при исследовании новых заболеваний или необычных вспышках. Например, в случае с SARS отслеживание контактов может использоваться, чтобы определить связь между подтверждёнными и неподтверждёнными случаями заболевания и оценить вероятность вторичного способа передачи инфекции (через объекты)
.
Отслеживание контактов также применялось при работе с авиапассажирами во время пандемии гриппа H1N1 в 2009 году. Однако, в подобных ситуациях сбор информации затрудняется хаотичным порядком взаимодействия участников. Разработка методики и протоколов продолжается до сих пор.
10 апреля 2020 года компании Apple и Google объявили о разработке приложения по отслеживанию коронавируса нового типа. Оно будет работать на Android и IOS, передавая данные по Bluetooth Smart. Приложение будет оповещать людей в случае контакта с носителем вируса SARS-CoV-2. Для сохранения конфиденциальности и неприкосновенности личных данных будут применяться различные протоколы, такие как Decentralized Privacy-Preserving Proximity Tracing (DP-PPT), Pan-European Privacy-Preserving Proximity Tracing (PEPP-PT), Privacy Sensitive Protocols And Mechanisms for Mobile Contact Tracing (PACT) и другие.

## Этический и юридический аспекты

### Приватность и обязанность предупреждать
Отслеживание контактов осложняют вопросы приватности и конфиденциальности. Медицинские работники часто сталкиваются с законодательными ограничениями, хотя они должны предотвратить передачу заразного заболевания в общую популяцию и предупредить о риске инфицирования конкретных людей. В то же время, любой носитель инфекции имеет право на сохранение врачебной тайны. В общественном здравоохранении обычно разглашается только минимальное количество информации, которое необходимо для выявления и отслеживания контактов. Например, контактировавшим сообщают только то, что они сталкивались с носителем инфекции, но не называют конкретного человека.

### Конфиденциальность и риск стигматизации
Некоторые социальные активисты и работники медицинской сферы выражают обеспокоенность тем, что зная о практике отслеживания контактов, заболевшие не обращаются за помощью в медицинские учреждения из-за страха разглашения этой информации. Утратив конфиденциальность, они могут подвергаться общественной стигматизации, дискриминации или насилию. Эта проблема особенно актуальна для ВИЧ-больных. Представители министерства здравоохранения подтверждают, что благие цели отслеживания контактов должны находиться в балансе с интересами и доверием заражённых людей и учитывать их интересы, принимая в расчёт индивидуальные особенности и ситуации.